# Натюрморт із пирогом з індичкою
«Натюрмо́рт із пирого́м з інди́чкою» (нід. Stilleven met kalkoenpastei) — картина голландського живописця Пітера Класа (бл. 1596/97—1660). Створена у 1627 році. Зберігається у колекції Державного музею в Амстердамі (інв. №SK-A-4646).

## Опис
«Сніданки» представника гарлемської школи призначалися як і всі інші подібні натюрморти для прикрашення інтер'єрів будинків багатих громадян, відповідно відображаючи їхній побут. На цьому натюрморті зображенений вишукано сервірований стіл із дорогою камчатною скатертиною, срібним та порцеляновим посудом, кубком із мушлі наутилуса, устрицями, виноградом, оливками і пирогом, прикрашений необскубаною індичкою. Також на столі знаходиться олов'яний глечик, рюмка з вином, ягідний пиріг, лимон, і пакет із прянощами. Той, кому призначався сніданок, ймовірно, вже поснідав і залишив після себе живописний безлад.
Художник досить вільно розмістив предмети на столі, приділивши особливу увагу передачі матеріальних властивостей кожного, грі світла на поверхні; у начищеному до блиску глечику відображаються інші предмети, що знаходяться на столі, мушля кубка світиться світлом, що проникає зсередини, вино в рюмці відбивається на скатертині жовтуватим рефлексом, м'який і пухнастий килим також поглинає світло. Частина стола і вікна також відбиваються на поверхні глечика. Сіль і перець — дорогі продукти у той час — зображені доволі помітно (у згорнутій сторінці із альманаха).
Картина містить дату і підпис художника.

## Історія
До 1881 року картина знаходилась у колекції баронеси Цецилії-Марії ван Палландт (замок Кейкенгоф); у 1974 році викуплена у її нащадків торговцем картин С. Нейстадом з Гааги за 300 000 гульденів.
Того ж року була придбана Державним музеєм в Амстердамі за 832 000 гульденів за підтримки Товариства Рембрандта, культурного фонду принца Бернарда та фотокомісії.